# Szupernagyi
A Szupernagyi (eredeti cím: Super Gran) című skót filmsorozat a 80-as évek egyik kiemelkedő gyerekfilmsorozata. Egy nagymamáról szól, aki szuper erővel, és hatáskörrel rendelkezik. A filmet az ITV regionális tévécsatornája a Tyne Tees televízió készítette. A címszerepet Gudrun Ure, a főgonoszt Ian Cuthbertson játszotta el.

## Háttér
A film Chiselton kisvárosban játszódik, ahol az idős nagymama, miután balesetet szenved, egy eltévedt sugártól szupererőre kap. A filmet többek között Északkelet-Angliában, Tynemouth, Whitley Bay, South Shields településeken és a Bearmish Múzeumban vették fel. A címadó dalt Billy Connolly írta, egy verziója 1985 márciusában felkerült az Egyesült Királyság kislemez-slágerlistájára, ahol a 32. helyet érte el. A filmben sok vendégszereplő is megjelenik, többek között George Best, Spike Milligan, Roy Kinnear, Geoff Palerinek és Charles Hawtrwy is. Patrick Troughton ebben a filmben szerepelt utoljára. Szupernagyi karakterét egy 2003-as közvélemény-kutatás alkalmával „A legjobb skót a világon” címmel tüntették ki.[forrás?]

## Szereplők
| Szereplő                     | Színész                                           | Magyar hang       |
| ---------------------------- | ------------------------------------------------- | ----------------- |
| Narrátor                     | Bill Mitchel                                      | Kristóf Tibor     |
| Szupernagyi                  | Gudrun Ure                                        | Pásztor Erzsi     |
| Pernahajder Campbell         | Iain Cuthbertson                                  | Huszár László     |
| Black feltaláló              | Bill Shine                                        | Kenderesi Tibor   |
| Edison                       | Holly English (1. évad) Samantha Duffy (2. évad)  | Zákányi Tímea     |
| Willard                      | Iam Towell (1. évad) Michael Graham (2. évad)     | Igaz Levente      |
| Dagi                         | Lee Marshall (1. évad) Jason Carrielies (2. évad) | Horváth Zoltán    |
| Pernahajder Campbell emberei | Alan Snell                                        | Dobránszky Zoltán |
| Pernahajder Campbell emberei | Brian Lewis                                       | Kránitz Lajos     |

További magyar hangok (1. évadban): Antal László, Benkő Gyula, Bor Zoltán, Dózsa László, Földessy Margit, Gyimesi Pálma, Győri Ilona, Kassai Károly, Komlós András, Kovács Nóra, Miklósy György, Orosz István, Pártos Erzsi, Perlaki István, Soós László, Sugár László, Surányi Imre, Szerednyey Béla, Szögi Arany, Tábori Nóra, Tordy Géza, Varga T. József, Végvári Tamás

## Epizódok

### 1. évad
| #   | #   | Magyar cím                                    | Angol cím                                | Bemutató          |
| --- | --- | --------------------------------------------- | ---------------------------------------- | ----------------- |
| 1.  | 1.  | Szupernagyi és a bűvös sugár                  | Supergran and the Magic Ray              | 1985. január 20.  |
| 2.  | 2.  | Szupernagyi és a suhanó                       | Supergran and the Skimmer                | 1985. január 27.  |
| 3.  | 3.  | Szupernagyi és az igaz szerelem               | Supergran and the Course of True Love    | 1985. február 3.  |
| 4.  | 4.  | A Pinnell's End-i gyöngy                      | Supergran and the Pearl of Pinnell's End | 1985. február 10. |
| 5.  | 5.  | Szupernagyi és a szupermeccs                  | Supergran and the Super Match            | 1985. február 17. |
| 6.  | 6.  | Szupernagyi leesik a lábáról                  | Supergran Grounded                       | 1985. február 24. |
| 7.  | 7.  | Szupernagyi és Renaldo, a varázsló            | Supergran and the Magic Ian              | 1985. március 3.  |
| 8.  | 8.  | Szupernagyi és az áltévés banda               | Supergran and the TV Villains            | 1985. március 10. |
| 9.  | 9.  | Szupernagyi és a hasonmás                     | Supergran and the Doppelganger           | 1985. március 17. |
| 10. | 10. | Szupernagyi és a tengerparti kirándulás       | Supergran and the Day at the Sea         | 1985. március 24. |
| 11. | 11. | Szupernagyi és a betörés a futóverseny napján | Supergran and the Raid on Race Day       | 1985. március 31. |
| 12. | 12. | Szupernagyi és a szépségverseny               | Supergran and the Raving Beauty Contest  | 1985. április 7.  |
| 13. | 13. | Szupernagyi és az elveszett kígyó             | Supergran and the Missing Hissing        | 1985. április 14. |

### Karácsonyi különkiadás
| Magyar cím                    | Angol cím                              | Bemutató           |
| ----------------------------- | -------------------------------------- | ------------------ |
| Szupernagyi és a nagy cirkusz | Christmas Supergran: The World's Worst | 1986. december 24. |

### 2. évad
| #   | #   | Magyar cím                              | Angol cím                                | Bemutató          |
| --- | --- | --------------------------------------- | ---------------------------------------- | ----------------- |
| 14. | 1.  | Szupernagyi és a nagy galambverseny     | Supergran and the Racing Cert            | 1987. március 8.  |
| 15. | 2.  | Szupernagyi és a talált kincs           | Supergran and the Treasure Trovers       | 1987. március 15. |
| 16. | 3.  | Szupernagyi és a gézengúz születésnapja | Supergran and the Birthday Dambusters    | 1987. március 22. |
| 17. | 4.  | Szupernagyi és az amerikaiak            | Supergran and the Yankee Doodle's Boodle | 1987. március 29. |
| 18. | 5.  | Szupernagyi és a balkezes újonc         | Supergran and the Rookie Recruit         | 1987. április 5.  |
| 19. | 6.  | Szupernagyi és a hercegi látogatás      | Supergran and the State Visit            | 1987. április 12. |
| 20. | 7.  | Szupernagyi és a chisletoni gondok      | Supergran and the Chiselton Street Blues | 1987. április 19. |
| 21. | 8.  | Szupernagyi és a szélhámosok iskolája   | Supergran and the School for Scoundrels  | 1987. április 26. |
| 22. | 9.  | Szupernagyi és a tévésztár              | Supergran and the Media Star             | 1987. május 3.    |
| 23. | 10. | Szupernagyi és a biliárd                | Supergran Snookered                      | 1987. május 10.   |
| 24. | 11. | Szupernagyi és a szuperbál              | Supergran and the Fancy Dress Fanciers   | 1987. május 17.   |
| 25. | 12. | Szupernagyi és a megrögzött dalénekes   | Supergran and the Chronic Crooner        | 1987. május 24.   |
| 26. | 13. | Szupernagyi és az állítólagos örökös    | Supergran and the Heir Apparent          | 1987. május 31.   |

## Megjelenések
A sorozat első évadja 2009. augusztus 2-án jelent meg DVD-n, majd ezt követte a második évad is 2011. május 16-án.